# Confédération de la démocratie
La Confédération de la démocratie (en espagnol : Confederación de la Democracia ou abrégé en CODE) était une coalition politique de centre et de droite formé, en juillet 1972, entre le Parti démocrate-chrétien du Chili, le Parti national et quelques autres petits partis politiques. Elle fut constituée pour présenter une opposition unie face au gouvernement de Salvador Allende et à l'Unité populaire.

## Programme
Le programme de la CODE était :
- le rétablissement de la liberté et le respect des corporations professionnelles,
- le rétablissement du droit à l'information et à la libre expression,
- le respect de la constitution et du parlement
- la fin de la violence
- la normalisation de la vie politique

## Membre de la coalition
La coalition est constituée de deux fédérations de partis :
- La Fédération de l'opposition démocratique, (Federación de Oposición Democrática, FOD) intégrant le PDC, le Parti de la gauche radicale (Partido de Izquierda Radical, PIR) et le Parti démocratique national (es) ;
- La Fédération nationale-démocratie radicale (Federación Nacional-Democracia Radical, FNDR) intégrant le Parti national et Démocratie radicale.

## Résultats aux élections législatives de 1973
| Fédération      | Parti                            | Voix      | %     | Députés (150 au total) |
| --------------- | -------------------------------- | --------- | ----- | ---------------------- |
| FOD             | Parti démocrate-chrétien         | 1 055 120 | 29,07 | 50 / 150               |
| FOD             | Parti radical de gauche (en)     | 60 166    | 1,66  | 1 / 150                |
| FOD             | Parti démocratique national (es) | 13 349    | 0,37  | 0 / 150                |
| FNDR            | Parti national                   | 780 480   | 21,51 | 34 / 150               |
| FNDR            | Démocratie radicale              | 70 582    | 1,94  | 2 / 150                |
| Voix liste CODE | Voix liste CODE                  | 33 895    | 0,93  |                        |
| Total CODE      | Total CODE                       | 2 013 592 | 55,49 | 87 / 150               |

Bien que vainqueur des élections législatives de mars 1973, la CODE ne parvint pas à obtenir la majorité des 2/3 des sièges nécessaires pour obtenir la mise en accusation et la destitution du président de la république et du gouvernement ou le blocage des réformes constitutionnelles.
Alliance politique, le CODE se dissout peu de temps après l'installation du nouveau congrès.